# Фунікулер Екліз — План
46°59′42″ пн. ш. 6°55′38″ сх. д. / 46.9951° пн. ш. 6.9272° сх. д.
Фунікулер Екліз — План (фр. Funiculaire Écluse – Plan) — один з трьох фунікулерів громадського транспорту міста Невшатель, Швейцарія; сполучає район Екліз з Планом. В експлуатації з 27 жовтня 1890 р і це найстаріший з фунікулерів міста.

## Технічні дані
- Довжина експлуатуємої лінії: 391 метр
- Загальна довжина: 402 метри
- Різниця в висоті: 110 метрів
- Похил: 217-384 ‰
- Ширина колії: 1 000 мм
- Швидкість: 4 м / с
- Кількість місць: 9 сидячих, 36 стоячих
- Потужність машини: 76 кВт
- Модернізація: 1907, 1922, 1942, 1975, 1985, 2009
- Виробники: Von Roll, CWA